# Dendromus kivu
Dendromus kivu es una especie de roedor de la familia Nesomyidae.
Puede ser encontrada en el Burundi, Ruanda, Uganda y República Democrática del Congo. Anteriormente fue sinonimizada con D. nyansae (Musser y Carleton, 2005). En la nueva versión de la IUCN (2008) aparece como especie distinta.